# Huerto de las Monjas

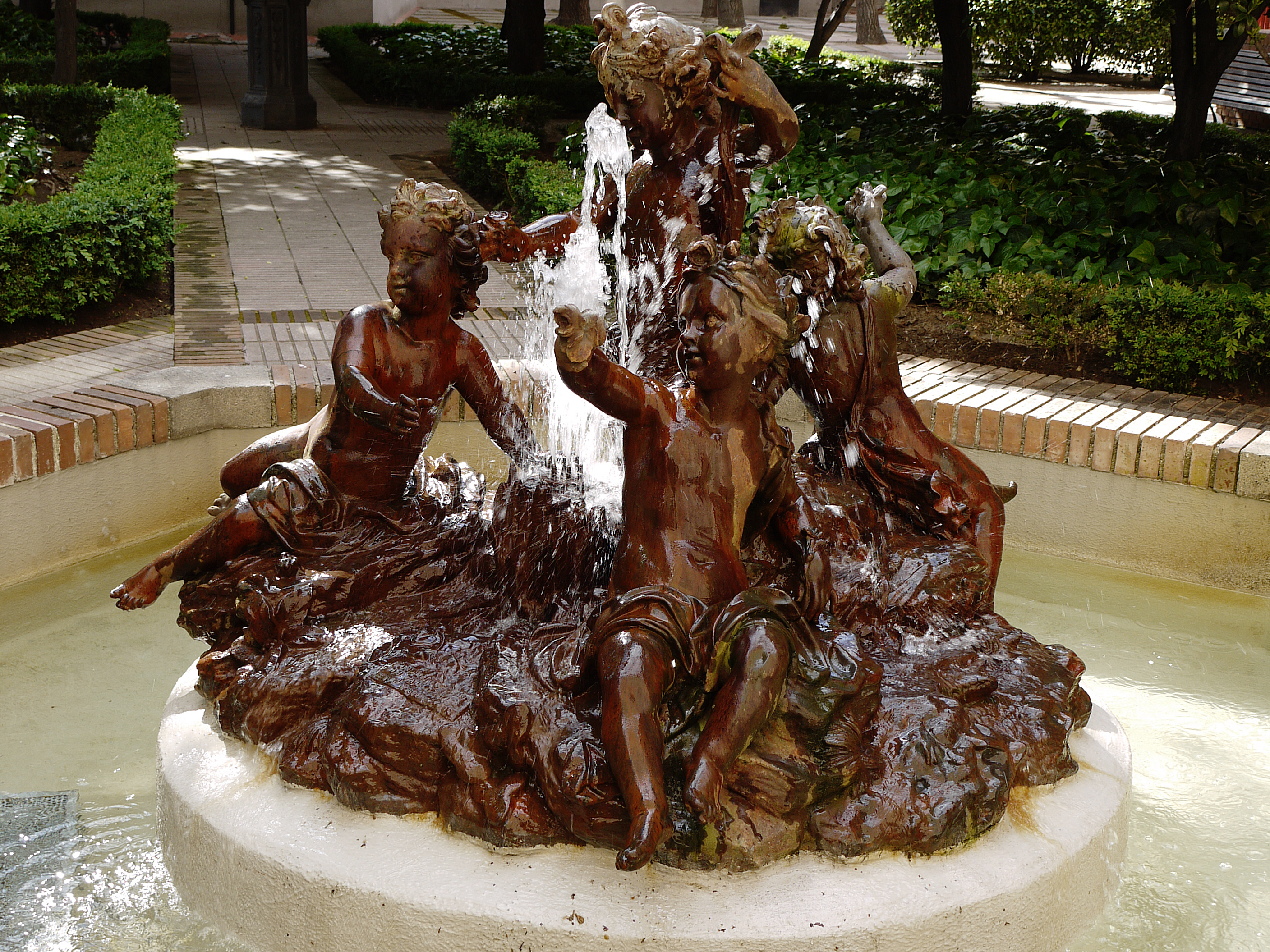
Fuente con tres querubines y el inscripción "Fonderies d´Art du Val d´Osne 58, rue Volataire. Paris"

El Huerto de las Monjas es un pequeño jardín en Madrid, España. Está situado en el centro histórico y al sur de la calle Sacramento, detrás del ayuntamiento.
Este jardín perteneció al convento del Sacramento en el siglo XVII de las monjas cistercienses, las cuales cultivaban hortalizas en ese lugar. Este convento fue demolido en 1972 para ser sustituido por varios bloques de viviendas, aunque no hubo ninguna intención de eliminar el jardín.

## Localización y cómo llegar
Dirección: C/ Sacramento 7, Madrid de los Austrias
El jardín tiene dos accesos uno por Sacramento #7 y otro por C/ Rollo.
- Estaciones de Metro Opera, Sol o La Latina
- Autobús, líneas 31, 50, 65 och 148.